# United Centre
Le United Centre (統一中心) est un gratte-ciel de bureaux de 140 mètres de hauteur situé à Hong Kong en Chine, construit en 1981.